# Stoły (polana)
Stoły – podwierzchołkowa polana na Sałaszu Zachodnim (865,5 m) w Paśmie Łososińskim w Beskidzie Wyspowym. Właściwie są to dwie polany na południowych stokach tego szczytu. Oddzielone są wąskim pasem lasu. Od dawna nieużytkowana polana zachodnia stopniowo zarasta lasem. Na polanie wschodniej znajduje się gospodarstwo rolne i kilka budynków. Obydwie są widokowe, roztacza się z nich panorama widokowa na południową stronę. Panorama ta obejmuje znaczną część Beskidu Wyspowego, Gorce, Pieniny i sięga aż po Magurę Spiską i Tatry. Szczególnie dobrze widoczna (z dolnej części polany zachodniej) jest leżąca poniżej Łysa Góra z wyciągiem narciarskim. Dawniej widoki rozciągały się również na północną stronę, jednak obecnie przesłonił je las.
Administracyjnie polany Stoły znajdują się w obrębie miejscowości Mordarka w województwie małopolskim, w powiecie limanowskim, w gminie Limanowa. Z polany widoczne są zabudowania tej miejscowości. Grzbietem Sałasza Zachodniego i górnym skrajem obydwu polan prowadzi szlak turystyczny.
Na mapie Geoportalu w Paśmie Łososińskim zaznaczona jest inna polana Stoły, znajdująca się na południowo-wschodnim stoku Sałasza Wschodniego.

## Szlaki turystyki pieszej
Limanowa – Sałasz Zachodni – Pasmo Łososińskie – Jezioro Rożnowskie,
 Łososina Górna – Sałasz Zachodni – Pisarzowa.

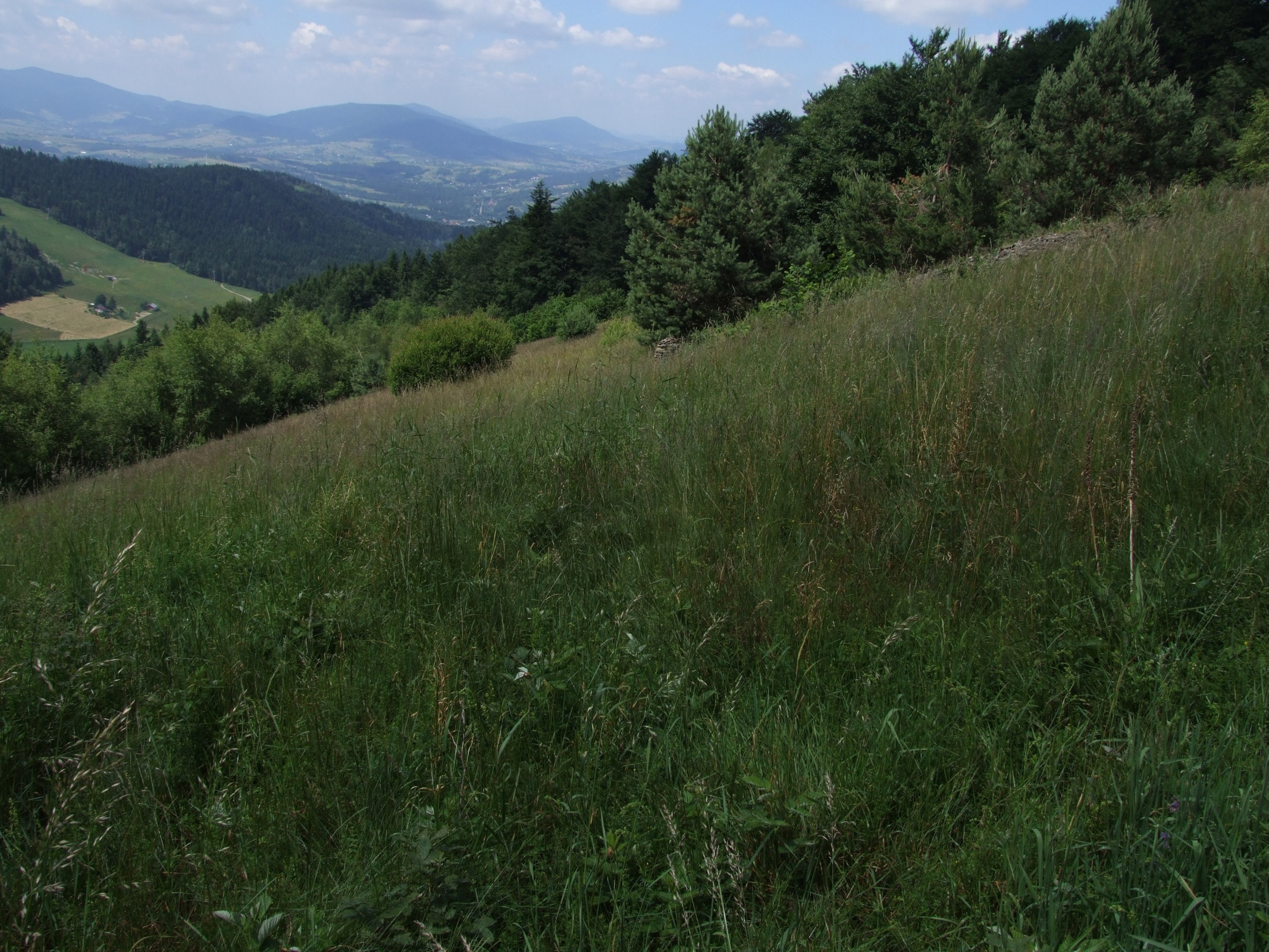
Polana Stoły